# (1159) Granada
(1159) Granada est un astéroïde de la ceinture principale découvert le 2 septembre 1929 par l'astronome allemand Karl Wilhelm Reinmuth. Le lieu de découverte est Heidelberg (024). Sa désignation provisoire était 1929 RD.
Sa distance minimale d'intersection de l'orbite terrestre est de 1,24287 ua.